# Pehr Staaff (1856–1903)

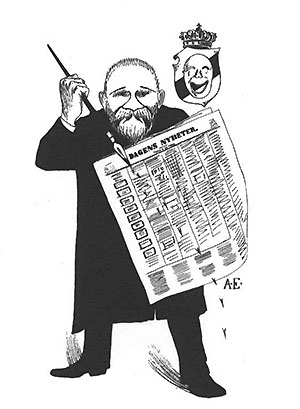
Staaff karikerad av Albert Engström 1893.

Pehr Gustaf Staaff, född 1 december 1856 i Stockholm, död där 17 april 1903, var en svensk tidningsman, teaterkritiker och dramatiker. Signatur: P. S. Pseudonym: Jean de Nivelles.

## Biografi
Pehr Staaff var son till kyrkoherden Albert Vilhelm Staaff och Wilhelmina Schöne samt bror till Karl Staaff. Han blev student vid Uppsala universitet 1874 och avlade fil. kand.-examen där 1880, varefter han ägnade sig åt journalistisk verksamhet.
Han anslöt sig helt till de idéer som utmärkte 1880-talets Det unga Sverige och blev först känd genom broschyren Det nya riket och dess författare (1882), där han entusiastiskt försvarade August Strindberg mot de angrepp som denne utsatts för med anledning av det nämnda verket. Efter att 1881-1884 ha arbetat som riksdagsreferent i Stockholms Dagblad ingick han 1884 i den radikala tidningen Tidens redaktion, där han var verksam på både den allvarligt politiska och den kåserande avdelningen. Det blev dock snart klart att tidningen skulle bli kortlivad och Staaff började 1885 på Stockholms Dagblad, där hans publicistiska mångsidighet togs i anspråk på skilda avdelningar, tills han vid nyåret 1893 övergick till Dagens Nyheter, där han stannade fram till sin död genom en olyckshändelse vid Schebo bruk den 17 april 1903. Han dog ogift.
Pehr Staaff levde ett självförbrännande liv. Hans bohemiska livsstil och religionskritik uppskattades inte av föräldrarna. I sin ungdom betraktades dock Pehr Staaff som den mest begåvade av bröderna och hans kulturradikala samhällssyn torde ha påverkat brodern Karl Staaff i hans reformpolitiska gärning.

### Journalistik
Redan tidigt gjorde sig Staaff känd för de kvicka tillfällighetsalster, i form av dikter, parodier, mindre spex med mera, som han spridde omkring sig, såväl inom den trängre vänkretsen som i tidningar och tidskrifter. De anspelade ofta på dagens händelser och den mest bekanta är troligen Vid svenska akademiens hundraåriga minneshögtid, parodiskt nattstycke af Scævola den andre,. Det var en parodi som trycktes i Ur Dagens Krönika 1886 och som nära anslöt sig till Tegnérs bekanta sång från 1836. En samling av dessa flyktiga alster utgavs efter Staaffs död 1893 under titeln Satirer med en levnadsteckning av Efraim Rosenius. Särskilt i yngre år var Staaff intresserad av journalistiska yrkesangelägenheter och mottog åtskilliga bevis på sina kollegers vänskap och förtroende och han var sekreterare vid 1884 och 1886 års publicistmöten i Stockholm och ordförande i Publicistklubben 1901-1902. 

### Teaterkritik
Staaffs huvudintresse drogs så småningom åt teatern. Han hade en hög föreställning om teaterns betydelse och verkade på många sätt för dess utveckling, bland annat som översättare och teaterkritiker. Själv skrev han pjäserna En sommarsaga 1887, Sveas fana 1888, Ett lysande parti 1891, Det stora förslaget 1896 med flera. De kännetecknades av en kvick och ledig dialog, säker dramatisk teknik och skarpt tecknade samhällstyper. Pjäserna, och särskilt de två förstnämnda, gavs ett antal gånger på huvudstadens scener.